# Fritz Neuenzeit
Fritz Neuenzeit (* 8. Juli 1892 in Werl; † 13. November 1970 ebenda) war ein deutscher Arzt und Inhaber der Paracelsus-Medaille.

## Leben und Wirken
Fritz Neuenzeit wurde 1892 in Werl geboren und war dort als Arzt tätig. 1965 wurde ihm die Paracelsus-Medaille, die höchste Auszeichnung der deutschen Ärzteschaft, verliehen.
Er war seit seinem Studium Mitglied der katholischen Studentenverbindung KStV Frankonia-Straßburg Frankfurt am Main im KV.